# Nectarinia regia
Nectarinia regia é uma espécie de ave da família Nectariniidae.
Pode ser encontrada nos seguintes países: Burundi, República Democrática do Congo, Ruanda, Tanzânia e Uganda.